# Ружино (станция)
Ру́жино — станция второго класса Дальневосточной железной дороги в правобережной части Лесозаводска.

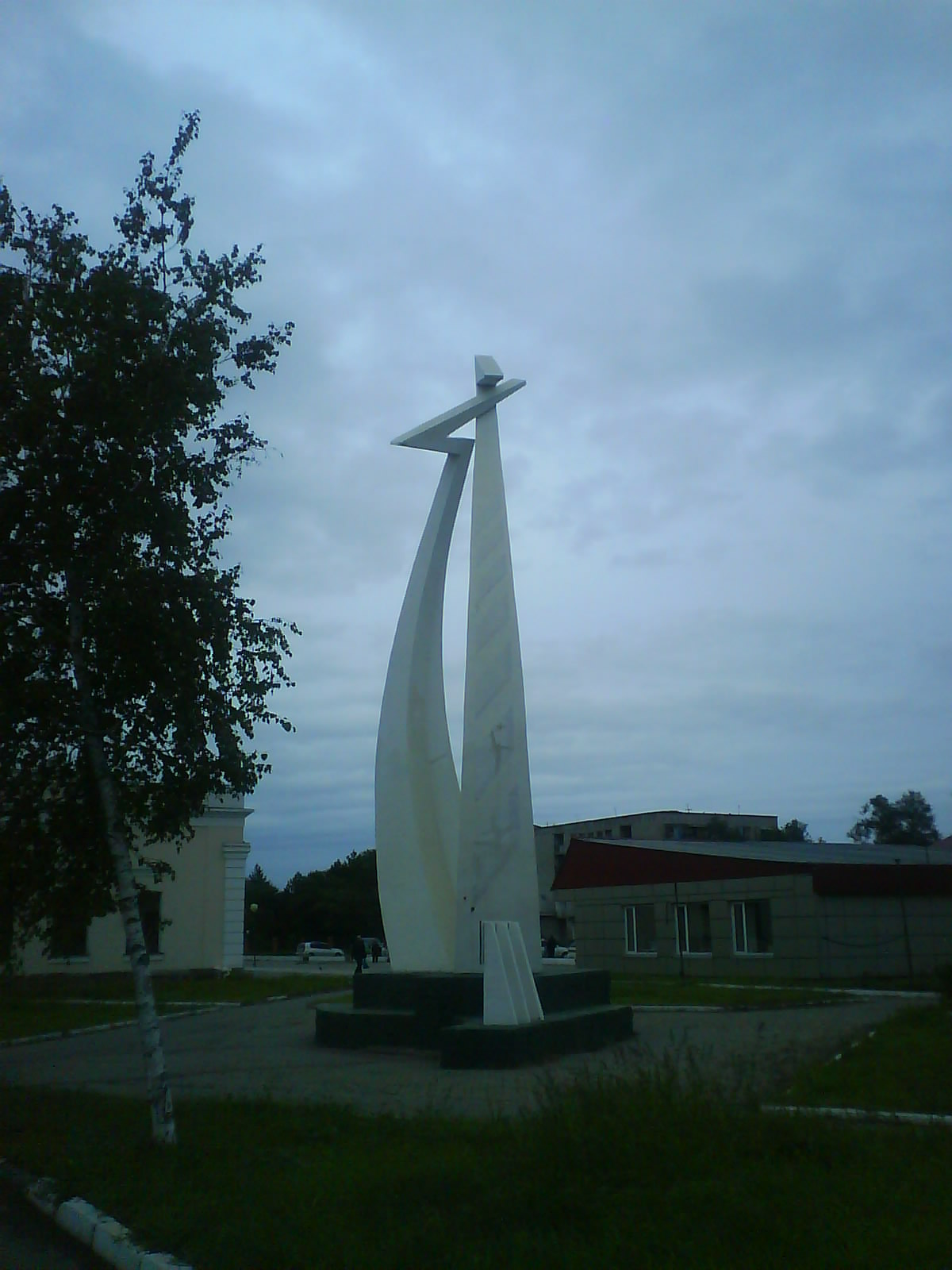
Монумент окончанию электрификации Транссиба

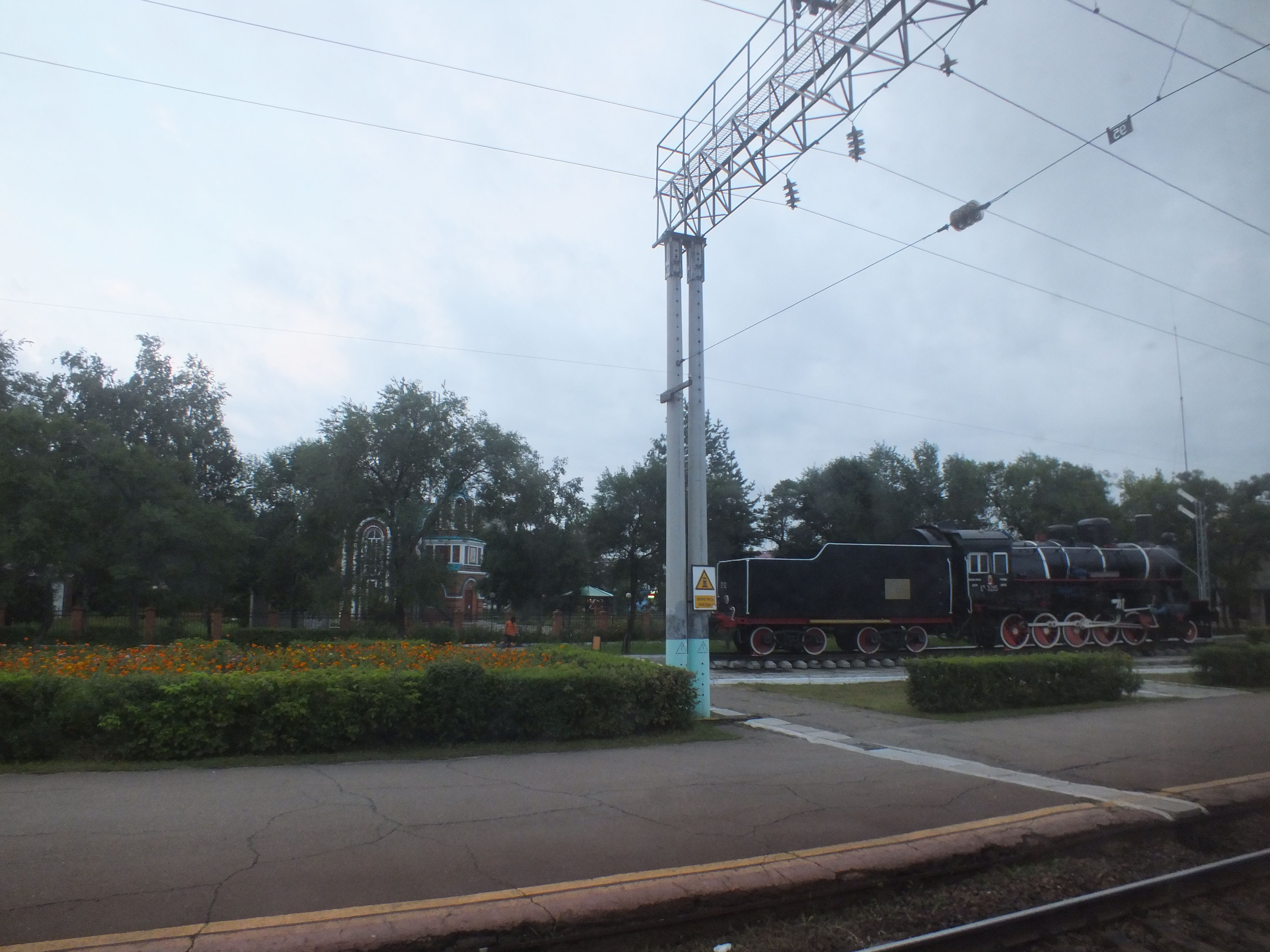
Станция Ружино, паровоз Е^{А}−3215, храм Святителя Николая Чудотворца на заднем плане

В 1900 году переселенцами с Украины, неподалёку от проложенной тремя годами ранее железнодорожной линии Хабаровск — Владивосток, было основано село Ружино (в честь местечка Ружин Киевской губернии). Для строительства новых промышленных предприятий Лесозаводска в 1933 году здесь сделали разъезд, названный в честь близлежащего села — Ружино, и проложили вторые пути. В 1938 году Лесозаводск получил статус города и Ружино вошло в его состав.
25 декабря 2002 года на станции Ружино завершилась электрификация Транссиба. В честь этого события в этом же году здесь построен первый в Лесозаводске православный храм в честь небесного покровителя всех путешествующих — святителя Николая Чудотворца. Он возведён железнодорожниками.
Железнодорожные предприятия — вагонное, локомотивное депо, дистанция пути ПЧ-8, дистанция гражданских сооружений НГЧ-4 (ныне НГЧ-5, изменение наименование организации произошло в связи с реорганизацией), дистанция электроснабжения ЭЧ-6.
Код станции — 973705.
Расстояние до Москвы (по железной дороге) 8938 км.

## Дальнее следование по станции
По графику 2020 года через станцию проходят следующие поезда:

### Круглогодичное движение поездов
| № поезда   | Маршрут движения               | № поезда   | Маршрут движения               |
| ---------- | ------------------------------ | ---------- | ------------------------------ |
| 1 «Россия» | Владивосток — Москва           | 2 «Россия» | Москва — Владивосток           |
| 5 «Океан»  | Владивосток — Хабаровск        | 6 «Океан"  | Хабаровск — Владивосток        |
| 7          | Владивосток — Омск             | 8          | Омск — Владивосток             |
| 11         | Владивосток — Самара           | 12         | Самара — Владивосток           |
| 61         | Владивосток — Москва           | 62         | Москва — Владивосток           |
| 113        | Тихоокеанская — Хабаровск      | 114        | Хабаровск — Тихоокеанская      |
| 351        | Владивосток — Советская Гавань | 352        | Советская Гавань — Владивосток |

### Сезонное движение поездов
| № поезда | Маршрут движения        | № поезда | Маршрут движения        |
| -------- | ----------------------- | -------- | ----------------------- |
| 201      | Владивосток — Хабаровск | 202      | Хабаровск — Владивосток |